# Ness of Brodgar
Ness of Brodgar est un site archéologique d'une superficie de 2,5 hectares entre le Cercle de Brodgar et les Pierres levées de Stenness dans le Cœur néolithique des Orcades, zone inscrite au Patrimoine mondial près du loch d'Harray, dans les Orcades, en Écosse. Les fouilles sur le site ont commencé en 2003. Le site a fourni des traces de constructions, des plaques de pierre décorées, un mur de pierre massif avec des fondations, et un grand bâtiment décrit comme une « cathédrale » ou un « palais » du néolithique. Le site pourrait avoir été occupé depuis une époque aussi ancienne que 3500 avant Jésus-Christ, jusqu'à la fin de la période néolithique, plus d'un millénaire et demi après,.
Selon le responsable du projet Nick Card, les découvertes sont sans équivalent dans la Préhistoire britannique, et la complexité de ces découvertes change la « vision entière de ce qu'était le paysage il y a 5 000 ans » et « c'est à une échelle qui se rapporte presque à la période classique en Méditerranée, avec des enclos de murs et des établissements dotés de murs ». En outre, selon les archéologues en général, le site pourrait être plus important que Stonehenge.

## Découvertes
Les fouilles ont révélé plusieurs bâtiments, à la fois rituels et domestiques et les travaux suggèrent qu'il est vraisemblable qu'il y en ait d'autres à proximité. De la poterie, des os d'animaux incinérés, des outils de pierre et des têtes de masses en pierre polie ont aussi été découvertes,. Certaines des plaques de pierre sont décorées de losanges géométriques typiques d'autres sites néolithiques.
La géoprospection a permis de mettre en évidence des restes d'un grand mur de pierre (la « Grande Muraille de Brodgar ») qui pourrait avoir mesuré 100 mètres de long, 6 mètres d'épaisseur et 3 ou 4 mètres de hauteur. Il semble traverser la péninsule entière sur laquelle le site se trouve et pourrait avoir été une barrière symbolique entre le paysage rituel du Cercle et le monde profane qui l'entoure,.
La structure semblable à un temple, qui fut découverte en 2008, a des murs de 4 mètres d'épaisseur et la forme et la taille du bâtiment sont visibles, avec des murs encore debout sur une hauteur de plus d'un mètre. La structure fait 25 mètres de long sur 20 mètres de large et une pierre levée avec un trou en forme de sablier fut incorporée dans les murs. Il y a un sanctuaire intérieur cruciforme et le bâtiment était entouré d'un passage extérieur pavé. L'équipe archéologique pense qu'il s'agit de la plus grande structure de ce genre dans tout le Nord de la Grande-Bretagne et qu'elle aurait dominé le paysage rituel de la péninsule. Les découvertes récentes incluent des couteaux du type trouvé à Skaill Bay et des marteaux de pierre et un autre mur, peut-être plus grand encore. La fouille implique des archéologues d'Orkney College (en) et des universités d'Aberdeen, de Cardiff et de Glasgow,,,.
En juillet 2010 un roc remarquable coloré de rouge, d'orange et de jaune fut déterré. C'est la première découverte en Grande-Bretagne d'une preuve que les peuples néolithiques utilisaient de la peinture pour décorer leurs bâtiments et la couleur est similaire à celle des teintes naturelles du grès utilisé pour la construction du sanctuaire intérieur. On pense que la peinture primitive pourrait avoir été faite de minerai de fer, mélangé avec de la graisse animale, du lait ou des œufs. Seulement une semaine plus tard, une pierre avec un motif de chevron en zigzag peint avec du pigment rouge a été découverte à proximité.
Un artefact d'argile cuit connu sous le nom de « Garçon de Brodgar », et dont on pense qu'il s'agit d'une figure avec une tête, un corps et deux yeux, fut aussi déterré dans les gravats d'une des structures. On l'a trouvé en deux sections, la plus petite mesurant 30 mm, mais on pense qu'il faisait partie d'un objet plus grand.
De nouvelles fouilles réalisées en 2016 et dirigées par Nick Card permettent la découverte d'un bras humain, pouvant être celui d'un des principaux fondateurs du site de Ness of Brodgar. Les archéologues pensent que l'os aurait été placé délibérément à l'endroit où il a été trouvé et que la découverte pourrait laisser présager celle d'autres os de ce genre.